# جاناتان ون نس
جاناتان وَن نِس (متولد ۲۸ مارس ۱۹۸۷) یک آرایشگر آمریکایی، پادکستر و شخصیت تلویزیونی است. او بخاطر بازی در سریال اینترنتی Gay of Thrones، میزبانی پادکست کنجکاوی با جاناتان ون نس و به عنوان کارشناس مراقبت از مو در سری قسمت‌های Queer Eye که توسط نت فلیکس در حال نمایش است شناخته می‌شود.

## اوایل زندگی
ون نس متولد و بزرگ شده کوئینسی، ایلینوی می‌باشد. اولین رهبر تشویق مرد در دبیرستان کوئینسی بود و این فعالیت را تا دوران دانشگاه ادامه داد.
ون نس در دانشگاه آریزونا در رشته علوم سیاسی به تحصیل پرداخت. بخاطر عادتی که درنرفتن به کلاس‌ها و به جای آن تماشای سریال دختران طلایی داشت، نمرات او افت کرد و او بورس تحصیلی رهبر تشویق را از دست داد. ونس پس از یک ترم اخراج شد و آرایشگری را دنبال کرد. او در مؤسسه Aveda در مینیاپولیس آموزش دید. بعد از فارغ‌التحصیلی،او در آریزونا، قبل از رفتن به لس آنجلس، کالیفرنیا در سال ۲۰۰۹ به مدت ۵ سال کار کرد.

## حرفه
پس از ورود او به لس آنجلس بدون برنامه کاری یا حتی طرحی، او به عنوان دستیار شخصی در Sally Hershberger Salon مشغول به کار شد. او در حال حاضر در MoJoHair و Stile Salon کار می‌کند که هر دو در لس آنجلس هستند که او با Monique Northrop در Arte Salon در نیویورک پایه‌ریزی کرده بود.
در سال ۲۰۱۳، ونس در حال کار بر روی موی دوست خود، ارین گیبسون بود، که برای وبسایت کمیک خنده دار یا مرگ کار می‌کرد. گیبسون از او خواسته بود تا قسمت بازی تاج‌وتخت را برای خنده دار یا مرگ بازی کند، که به سریال اینترنتی Gay of Thrones تبدیل شد. ون نس در سال ۲۰۱۸ نامزد جایزه امی برای برنامه‌های تلویزیونی سر شب در بخش انتخاب بهترین فیلم کوتاه شد.
از سال ۲۰۱۵، ون ناس میزبان پادکست هفتگی با جاناتان ون نس کنجکاو شوید! (Getting Curious with Jonathan Van Ness) است. پادکست او از قسمت اول سری Queer Eye به موفقیت رسید.
ون نس در حال حاضر به عنوان کارشناس خبره مراقبت از مو در نت فلیکس در سری کوییر آی (Queer Eye) فعالیت می‌کند.

## زندگی شخصی
ون نس همیشه به‌طور آشکار همجنسگرا بوده‌است و در مدرسه او را با تهدید به مرگ مورد آزار و اذیت قرار می‌دادند. آواز شوخ‌طبعی به عنوان روشی برای مقابله با این آزارها استفاده کرد و به گروه کوچکی از دوستان نزدیک تکیه کرد تا او را حمایت کنند.
وی در مصاحبه ای در سال ۲۰۱۹ با نیویورک تایمز، سابقه اعتیاد به مواد مخدر، مورده سوء استفاده جنسی قرار گرفتن در کودکی و تشخیص مثبت HIV در ۲۵ سالگی را فاش کرد.او در حال حاضر در لس آنجلس و نیویورک سیتی کار می‌کند. او مبتلا به پسوریازیس است.

## فیلم‌شناسی

### تلویزیون
| سال        | عنوان                  | نقش     | یادداشت                                           |
| ---------- | ---------------------- | ------- | ------------------------------------------------- |
| ۲۰۱۳–۲۰۱۷  | Gay of Thrones         | جاناتان | سریال به‌طور منظم، ۴۵ قسمت                         |
| ۲۰۱۴       | I Love the 2000s       | خودش    | سریال به‌طور منظم، ۱۰ قسمت                         |
| ۲۰۱۶       | Last Will and Testicle | ذره     | قسمت "پذیرش"                                      |
| ۲۰۱۸-اکنون | Queer Eye              | خودش    | سریال به‌طور منظم، ۲۴ قسمت                         |
| ۲۰۱۸       | Nailed It!             | خودش    | شرکت کننده، قسمت: "۳، ۲، ۱. . . هنوز تمام نشده! " |
| ۲۰۱۹       | Lip Sync Battle        | خودش    | شرکت کننده، فصل ۵، قسمت ۱                         |

### نماهنگ‌ها
| سال  | ترانه                               | هنرمند                               |
| ---- | ----------------------------------- | ------------------------------------ |
| ۲۰۱۸ | "This Is Me (The Reimagined Remix)" | Keala Settle، Kesha، و Missy Elliott |

### قسمت‌های پادکست

#### ۲۰۱۵
| قسمت # | تاریخ پخش      | عنوان                                                                  | مهمان             |
| ------ | -------------- | ---------------------------------------------------------------------- | ----------------- |
| ۱      | ۲۰۱۵ دسامبر ۱۵ | "تفاوت بین مسلمانان سنی و شیعه چیست و چرا آنها یکدیگر را دوست ندارند؟" | پروفسور جیمز ژلین |
| ۲      | ۲۰۱۵ دسامبر ۲۳ | "کریسمس اول واقعاً چگونه بود؟"                                          | پدر وایلون        |

#### ۲۰۱۶
| قسمت # | تاریخ پخش       | عنوان                                                      | مهمان                     |
| ------ | --------------- | ---------------------------------------------------------- | ------------------------- |
| ۳      | ۶ ژانویه ۲۰۱۶   | "امنیت اینترنت: داستان او چیست؟"                           | سامانتا کربن              |
| ۴      | ۲۰ ژانویه ۲۰۱۶  | "یک دوره قاعدگی چیست؟"                                     | سولیوان اوکلی             |
| ۵      | فوریه ۳، ۲۰۱۶   | "Bernie Sanders" چه کسی است؟                               | الیزابت کیه               |
| ۶      | فوریه ۱۷، ۲۰۱۶  | "عامل نارنجی چیست؟"                                        | کورتنی مارش               |
| ۷      | ۱ مارس ۲۰۱۶     | "عزیزم رومانوف که بود و چه چیزی برای آنها اتفاق افتاد؟"    | پروفسور براد دامار        |
| ۸      | مارس ۱۵، ۲۰۱۶   | "چه چیزی می‌خواهم به عنوان یک افسانه کمدی باشد؟"            | مارگارت چو                |
| ۹      | ۲۲ مارس ۲۰۱۶    | "چه چیزی باعث اختلال خوردن است؟"                           | ایلان وارو                |
| ۱۰     | ۵ آوریل ۲۰۱۶    | "سکته مغزی چیست؟"                                          | دکتر لینا نیه             |
| ۱۱     | ۱۹ آوریل ۲۰۱۶   | "شناسایی جنسیت چیست؟"                                      | یان هاروی                 |
| ۱۲     | ۴ مه ۲۰۱۶       | "زندگی در چین چگونه است؟"                                  | اسکارلت وانگ              |
| ۱۳     | ۱۸ مه ۲۰۱۶      | "ایالات متحده آمریکا چیست؟"                                | وام کمو بل                |
| ۱۴     | ۱ ژوئن ۲۰۱۶     | "مثل یک سرباز بازمانده بودن چگونه است؟"                    | بایرون لاین               |
| ۱۵     | ۱۵ ژوئن ۲۰۱۶    | "امواج گرانشی و LIGO برای دمکرات‌ها چیست؟"                  | پروفسور آلن وینستین       |
| ۱۶     | ۲۹ ژوئن ۲۰۱۶    | "#Brexit چیست؟"                                            | مریم اوهارا               |
| ۱۷     | ۱۳ ژوئیه ۲۰۱۶   | "کنترل تفنگ و شهرت چیست؟"                                  | آندره برمن و تیلور ماکسول |
| ۱۸     | ۲۷ ژوئیه ۲۰۱۶   | "در برزیل چخبره؟"                                          | کارلا داودن               |
| ۱۹     | ۱۰ اوت ۲۰۱۶     | "در تحقیقات اچ آی وی چه می‌گذرد؟"                           | کیلا مک لافلین            |
| ۲۰     | اوت ۲۴، ۲۰۱۶    | "انقراض جمعی: داستان او چیست؟"                             | دکتر لری گورلیسکی         |
| ۲۱     | ۷ سپتامبر ۲۰۱۶  | "چگونه دوستیابی و عشق را هدایت می‌کنید؟"                    | Stan Tatkin               |
| ۲۲     | ۲۱ سپتامبر ۲۰۱۶ | "مدل مدرن در مد صنعت امروز چیست؟"                          | دنیس بیدوت                |
| ۲۳     | ۵ اکتبر ۲۰۱۶    | "این چیزی است که مانند زندگی در امریکا بدون ثبت نام؟"      | اریک زرکررو               |
| ۲۴     | اکتبر ۱۹، ۲۰۱۶  | "چگونه از لوپوس غلبه می‌کنید؟"                              | مرسدس یوت                 |
| ۲۵     | ۲ نوامبر ۲۰۱۶   | "چه موضوعاتی برای رای دهی کم و ابتکاری برای سال ۲۰۱۶ است؟" | گرگ اسرولستار             |
| ۲۶     | ۱۶ نوامبر ۲۰۱۶  | "چه چیزی را در ماری کلر؟"                                  | وانی جیانگ                |
| ۲۷     | ۳۰ نوامبر ۲۰۱۶  | "سفر شما به تبدیل شدن به یک نویسنده؟"                      | کریستوفر برنارد           |
| ۲۸     | ۱۴ دسامبر ۲۰۱۶  | "چگونه با آسیب پذیری ارتباط برقرار می‌کنید؟"                | کایل کریگر                |
| ۲۹     | دسامبر ۲۸، ۲۰۱۶ | "چطور ۲۰۱۶ بود؟"                                           | زو جارمن                  |

#### ۲۰۱۷
| قسمت # | تاریخ پخش      | عنوان                                           | مهمان                |
| ------ | -------------- | ----------------------------------------------- | -------------------- |
| ۳۰     | ۱۱ ژانویه ۲۰۱۷ | "شما چطور به لیزو؟"                             | لیزو                 |
| ۳۱     | ۲۵ ژانویه ۲۰۱۷ | "چگونه سبک شخصی خود را پیدا کنید"               | اورلاندو سوریا       |
| ۳۲     | فوریه ۳، ۲۰۱۷  | "چه کسی سایه پرتاب می‌کند؟"                      | ارین گیبسون          |
| ۳۳     | فوریه ۸، ۲۰۱۷  | "چگونه با روانگردان شروع کردی؟"                 | شین ماوس             |
| ۳۴     | ۲۲ فوریه ۲۰۱۷  | "جاناتان مثل یک بچه بود؟"                       | مریم وینتر           |
| ۳۵     | اکتبر ۱۰، ۲۰۱۷ | "اکنون در خاورمیانه چه خبر است؟"                | دکتر جیمز ژلین       |
| ۳۶     | ۲۶ اکتبر ۲۰۱۷  | "سر و صدا غم انگیز دربارهٔ هوش مصنوعی چیست؟"     | دکتر آوری امیر       |
| ۳۷     | ۸ نوامبر ۲۰۱۷  | "دزدان دریایی آتلانتیک - چه تی؟"                | ربکا سیمون           |
| ۳۸     | ۲۳ نوامبر ۲۰۱۷ | "چطور شهرداری شهری وابسته به رانندگی تبدیل شد؟" | کریستین کاپلند       |
| ۳۹     | دسامبر ۷، ۲۰۱۷ | "چگونه می‌توانم دربارهٔ نسل کشی ارامنه بدانم؟"    | دکتر ریچارد هوانیسین |
| ۴۰     | ۲۰ دسامبر ۲۰۱۷ | "مراقبت از خود به سبک چینی"                     | دکتر ترزا ولسیوک     |

## جوایز و افتخارات
- نامزد جایزه امی برای برنامه‌های تلویزیونی سر شب در بخش انتخاب بهترین فیلم کوتاه در سال 2018[۱۰][۱۱]